# الرويجات
قرية الرويجات هي إحدى القرى التابعة لمركز ساحل سليم في محافظة أسيوط في جمهورية مصر العربية. حسب إحصاءات سنة 2006، بلغ إجمالي السكان في الرويجات 2906 نسمة، منهم 1452 رجل و1454 امرأة.